# Bactrurus pseudomucronatus
Bactrurus pseudomucronatus är en kräftdjursart som beskrevs av Stefan Koenemann och John R. Holsinger 200. Bactrurus pseudomucronatus ingår i släktet Bactrurus och familjen Crangonyctidae. Inga underarter finns listade i Catalogue of Life.